# Flux web

Icône le plus courant pour indiquer un service de flux Web.

Un flux Web (ou « news feed ») est une technique d'Internet pour transmettre des nouvelles ou des changements récents. Les distributeurs de contenus, grâce à la syndication de contenu, proposent un canal de transmission auquel peuvent s'abonner des internautes (on parle alors de « syndicated feed »). Les données, transmises généralement en langage XML, se limitent le plus souvent à quelques phrases suivies d'un hyperlien vers le site Web émetteur. Les formats de flux Web (Atom, RSS) n'étant pas directement lisibles par l'utilisateur, ils nécessitent l'usage d'un logiciel dédié comme un agrégateur, permettant de regrouper plusieurs flux, ou d'un navigateur web compatible. 
Le groupe qui publie revue Nature donne deux avantages au flux Web : 

« 1. Les lecteurs suivent plus facilement nos contenus... C'est un moyen très pratique pour se tenir à jour sur les contenus de nombreux sites.
2 Les autres sites Web peuvent facilement créer des liens vers nos contenus. Puisque les ordinateurs comprennent très bien les flux RSS, les webmestres peuvent facilement configurer leurs sites de façon à faire apparaître les dernières manchettes d'un autre sites Web dans leurs propres pages Web, lesquelles sont mises à jour de façon automatique. »

### Citations originales
1. ↑  (en) « 
1. It makes it easier for users to keep track of our content...This is a very convenient way of staying up to date with the content of a large number of sites.

2. It makes it easier for other websites to link to our content. Because RSS feeds can easily be read by computers, it's also easy for webmasters to configure their sites so that the latest headlines from another site's RSS feed are embedded into their own pages, and updated automatically. »